# Chrysosoma ingenuus
Chrysosoma ingenuus är en tvåvingeart som först beskrevs av Wilhelm Ferdinand Erichson 1842.  Chrysosoma ingenuus ingår i släktet Chrysosoma och familjen styltflugor. Inga underarter finns listade i Catalogue of Life.